# WikiStage
WikiStage ist eine kollaborative Video-Website, die eine Plattform für Debatten bereitstellt. Sie wird von der Non-Profit-Association WikiStage verwaltet, die 2012 von Johannes Bittel gegründet wurde und von Berlin und Paris aus agiert.
Das Netzwerk organisiert thematisch ausgerichtete Events weltweit, auf denen Experten zum jeweiligen Thema in WikiTalks präsentieren. Die aufgenommenen Vorträge werden auf der WikiStage-Webseite und YouTube der Öffentlichkeit uneingeschränkt bereitgestellt sowie in Debatten zusammengestellt.
Nutzer können auf der debate wall einen schnellen Überblick über ein Thema erhalten und über die besten Beiträge abstimmen. Die Webseite wird von einer Gemeinschaft von 100 Freiwilligen in 12 Ländern auf 4 Kontinenten unterstützt.

## Namensherkunft
Der Name wurde gewählt, um die Verbundenheit des Projektes mit den Werten von Wiki-Projekten aufzuzeigen, in denen die kollaborative Erzeugung von Inhalten zentral ist. Die Nachsilbe Stage bezieht sich auf die Gelegenheit, die Sprecher erhalten, um ihre Idee von der großen Bühne einer Konferenz zu präsentieren.

## Zweck
Das Ziel ist es, eine kostenlose Sammlung von Videos bereitzustellen, die Wissen in einem modernen und zugänglichen Format vermittelt. Institutionen und Einzelpersonen sollen eine Möglichkeit erhalten, ihre Ideen darzustellen. Die Organisation erklärt auf ihrer Webseite:

“We provide a stage for the world’s most interesting questions. With great events and useful videos, we work to improve education and help strengthen democratic debate in our societies.”

„Wir stellen eine Bühne für die interessantesten Fragen der Welt zur Verfügung. Mit großartigen Events und sinnvollen Videos arbeiten wir daran, Bildung zu verbessern und demokratische Debatte in unseren Gesellschaften zu stärken.“

## WikiTalk
Die Präsentationen auf WikiStage heißen WikiTalks. Diese Vorträge sind drei, sechs oder neun Minuten lang, in Englisch, Französisch, Spanisch und Deutsch vertreten und behandeln jeweils ein bestimmtes Thema. Diese reichen von Geschichte und Philosophie bis zu Genetik und Jazz, das Propagieren von Produkten oder extremistischen Ansichten ist hingegen untersagt.
WikiTalks werden meist auf Konferenzen gefilmt, aber sie können auch im kleinen Rahmen, ohne Publikum, als WikiCorner aufgenommen werden.

## Veranstaltungen

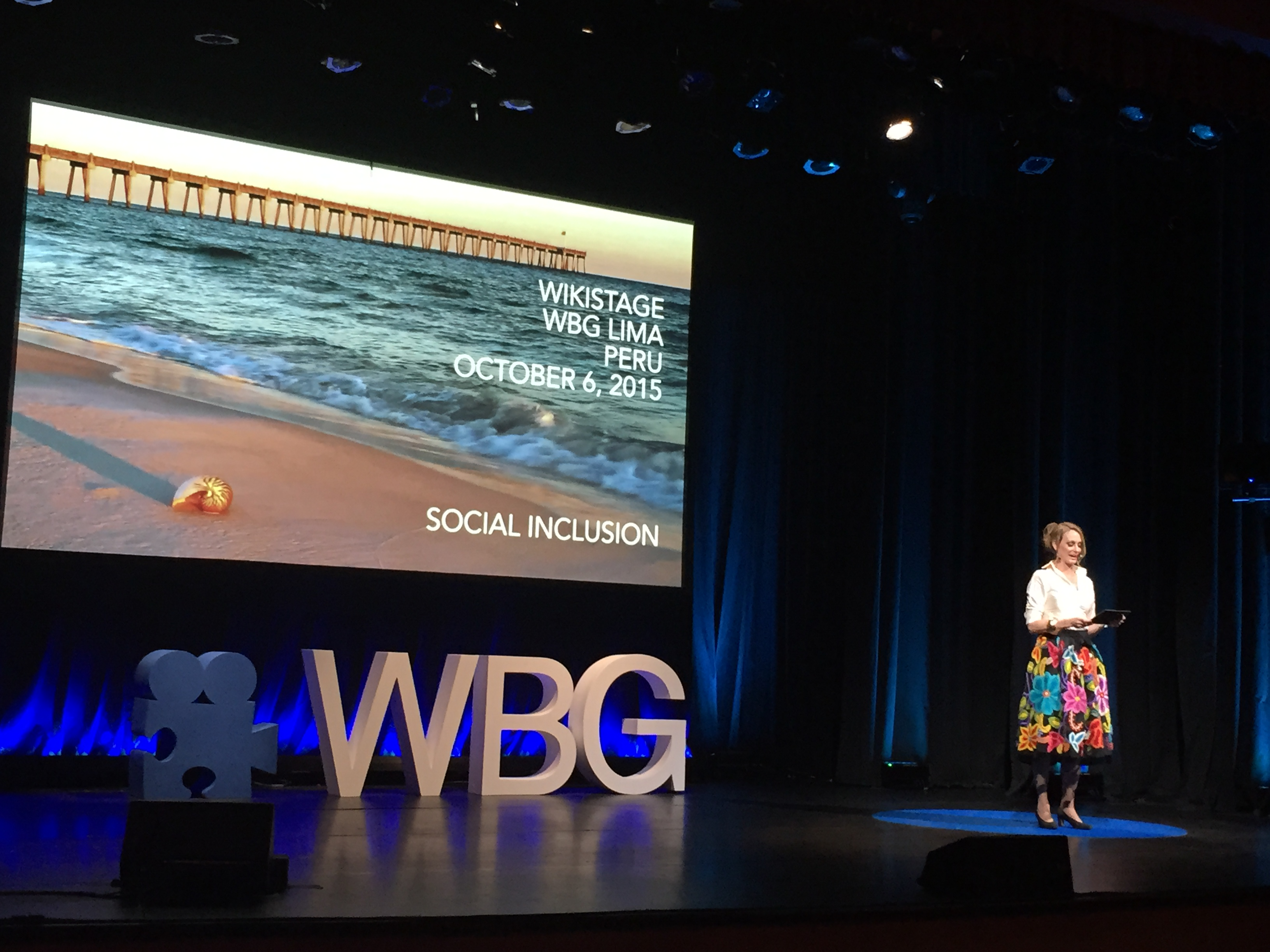
WikiStage World Bank Group in Lima, Peru

Das erste WikiStage Event fand am 30. März 2013 am ESCP Europe Paris unter dem Motto “Celebrate Curiosity" (Neugierde feiern)” statt. Daraufhin hielten auch andere französische Hochschulen WikiStage-Konferenzen ab, darunter etwa Sciences Po, École Centrale Paris und die Universität Paris-Dauphine. Im Juli 2016 zählte WikiStage 70 Konferenzen von Institutionen wie der Chamber of Commerce in Nouakchott, Mauretanien, der Stanford University und der Weltbank.
WikiStage Events werden kollaborativ unter der von der WikiStage Association  kostenlos erteilten Lizenz organisiert. Jeder kann sich als Organisator bewerben und wird von WikiStage mit einem Werkzeugsatz und Richtlinien unterstützt. Die lokalen Organisatoren erstellen das Programm des Events, bitten Sprecher, ihre WikiTalks  unter der Creative Commons Lizenz bereitzustellen, nehmen die Vorträge auf und laden sie auf WikiStage hoch.